# Corme-Royal
Corme-Royal là một xã trong tỉnh Charente-Maritime trong vùng Nouvelle-Aquitaine, tây nam nước Pháp. Xã Corme-Royal nằm ở khu vực có độ cao từ 15-44 mét trên mực nước biển.